# Giuda ibn Tibbon
Giuda ibn Tibbon anche noto come Judah ben Moses ibn Tibbon (XIII secolo – XIII secolo) è stato un rabbino francese di lingua araba e religione ebraica.

## Biografia
Figlio di Moses ben Samuel ibn Tibbon, fu uno dei protagonisti della disputa tra i seguaci e gli avversari di Maimonide. Rabbino di Montpellier, convinse il cugino Jacob ben Machir ibn Tibbon a sostenere Maimonide, facendogli notare che gli oppositori di Maimonide condannavano anche il loro nonno Samuel ben Judah ibn Tibbon, in quanto traduttore in ebraico di Maimonide, e il cognato del nonno Jacob Anatoli. Di conseguenza il cugino Jacob protesterà contro la lettura della lettera del rabbino Shlomo ben Aderet alla Comunità di Montpellier, che comunque ebbe luogo nella sinagoga di Montpellier il giorno seguente, un sabato del mese di Elul del 1304.

## Opere
Secondo quanto riportato dal cugino Jacob, Giuda scrisse varie opere letterarie originali ed eseguì diverse traduzioni, che furono elogiate da Nahmanide. Purtroppo nulla di tutto questo ci è rimasto.